# Michał Witkowski
Michał Witkowski, född 1975, är en polsk författare, journalist och litteraturkritiker. Hans böcker är översatta till cirka 30 språk, två av dem även till svenska. Mest känd är han för romanen Lubiewo.

## Biografi
Michał Witkowski växte upp i staden Wrocław. Han tog examen i polska språket och litteraturen på universitetet i Kraków och påbörjade även doktorandstudier vid samma universitet. Senare avbröt han dock den akademiska karriären för att bli författare på heltid. Numera bor Witkowski i Warszawa. Han har varit medarbetare i tidskrifterna Ha!art, Polityka, Wprost och Viva!Moda.
Michał Witkowski har fått en stor mängd litterära priser. Bland de viktigaste kan nämnas att han 2007 belönades med tidskriften Politykas kulturpris Paszport i kategorin litteratur. Han har också fyra gånger varit nominerad till det prestigefyllda Nikepriset, Polens motsvarighet till Augustpriset. Han har tilldelats Gdyniapriset, det kanske största polska litteraturpriset förutom Nike, och nominerats till det centraleuropeiska litteraturpriset Angelus. Dessutom har han representerat Polen på flera utländska litteraturfestivaler. 

## Författarskap
Witkowski debuterade 2001 med novellsamlingen Copyright. I början av karriären uppträdde han ofta som litteraturkritiker och var även medredaktör för en antologi med texter av och om polska författare födda på 1970-talet. 

### Lubiewo
När Witkowski gav ut romanen Lubiewo 2005 (på svenska 2008) blev han snabbt känd och omtalad. Boken, av en del recensenter kallad ”Bögarnas Decamerone” blev en stor framgång både hos kritiken och publiken. Det kan ses som oväntat att en erotiskt frispråkig roman om homosexuellas liv skulle få ett så positivt mottagande i det starkt moralkonservativa Polen. Möjligen kan det sättas i samband med att en rörelse för homosexuellas rättigheter hade börjat växa fram i landet vid samma tid. Boken nominerades till Nikepriset och översattes snabbt till ett flertal språk. Också i Sverige blev mottagandet positivt, bland annat kallades boken i en recension för ”årets roman”. Den sattes även upp som scenpjäs på Göteborgs stadsteater 2012, under titeln Lubiewo - kärleksön  År 2013 gavs en ny upplaga av romanen ut i Polen, Lubiewo bez cenzury (Lubiewo utan censur). Den innehåller berättelser och textfragment som författaren av olika anledningar strök inför den första polska utgåvan.
En viktig orsak till Lubiewos framgång kan vara att den bryter mot förväntningar på vad en modern roman om homosexuella skulle kunna tänkas innehålla, som till exempel politiskt korrekta pläderingar för frigörelse och lika rättigheter. I stället finns här en stark nostalgi för kommunisttiden, när de homosexuella måste leva i hemlighet och ägna sig åt tillfälliga sexuella kontakter i till exempel parker och urinoarer, eller förföra de sexuellt utsvultna soldaterna på de sovjetiska militärförläggningarna. Av romanens skildring framgår att det var en svår tid med mycket smuts, brutalitet och våld, ändå framställs den i två åldrade fjollors berättelser som spännande och rolig, som den lyckligaste tiden i deras liv. Fjollorna i Lubiewo kallar varandra vid kvinnonamn och det är otänkbart för dem att ha ett förhållande eller ens sexuella kontakter med en annan fjolla. Deras ständiga nattliga raggande går ut på att få tag i en heterosexuell man att utöva oralsex på, helst en simpel, brutal typ, ett ”råskinn”. De många historierna och anekdoterna från förr växlar med scener från bögstranden Lubiewo vid Östersjökusten, där fjollorna så gott de kan försöker upprätthålla den gamla livsstilen. De ser med misstänksamhet på moderna homosexuella som kallar sig för ”gay” och vill leva ett vanligt medelklassliv med fasta förhållanden, kanske till och med adoptera barn.

### EfterLubiewo
Witkowskis författarskap efter Lubiewo rör sig inom samma motivkrets. Böckerna är satiriska, präglas av grotesk humor och ironi och handlar ofta om unga homosexuella män från småstäder och landsbygd. I allmänhet är de tryfferade med smutsiga, brutala sexskildringar och tar på olika sätt upp problemen med övergången från kommunism till kapitalism. Witkowskis stil har av polska kritiker jämförts med till exempel bröderna Coen, Quentin Tarantino, bröderna Marx och Jean Genet..
Fototapeta (2006) innehåller noveller skrivna före Lubiewo och nominerades även den till Nikepriset.  
Därefter kom Barbara Radziwiłłówna z Jaworzna-Szczakowej (Barbara Radziwiłł från Jaworzno-Szczakowa, 2007). Huvudpersonen här är en gammal svartväxlare, hälare och pantbanksägare som blir ruinerad i samband med kommunismens fall. Han får en religiös uppenbarelse och beger sig ut på pilgrimsvandring men hamnar i stället hemma hos en maffiaboss som tar hand om honom och räddar honom. Barbara Radziwiłł var en polsk adelsdam på 1500-talet som på grund av sin stora skönhet blev kungens älskarinna och sedermera drottning. Maffiabossen blir för den före detta svartväxlaren vad kung Sigismund II August var för drottning Barbara. Språket i romanen är ett slags stiliserad, ålderdomlig polska.
Titelfiguren i Margot (2009, på svenska 2011) är en kvinnlig långtradarchaufför som ibland knäcker extra som prostituerad på nätterna. Andra huvudpersoner är Waldi Mandarynka, som gör vad som helst för att bli berömd, till och med skär upp sina egna handleder, och det rullstolsburna långtradarhelgonet Sankta Joanna. Boken är i mycket en livsstilssatir över det moderna Polen, med många sexskildringar och en rå, hjärtlös jargong. 
Drwal (Skogshuggaren, 2011; enligt en uppgift från 2013 ska arbete med en svensk översättning pågå) är ett slags kriminalberättelse om hur författaren Michał Witkowski hyr ett hus vid Östersjökusten en regnig novembermånad och får korn på en lokal kriminalgåta. Spåren leder till ett gammalt semesterhem för den kommunistiska nomenklaturan men även till hans egen hyresvärd, en tystlåten man som bor ensam i skogen. Boken nominerades till Nikepriset.
Zbrodniarz i dziewczyna (Mördaren och flickan, 2014) är delvis en fortsättning på Skogshuggaren, och liksom den åtminstone ytligt sett en kriminalroman. Författarens alter ego Michaśka uppträder här som amatördetektiv och försöker lösa en kriminalgåta där den hemlighetsfulle Förkrigsmördaren dödar unga pojkar och klär ut dem i kläder från mellankrigstiden. 
Fynfundcfancyś (Fünf und zwanzig, 2015) är en skröna om en ung slovak och en ung polack som på 1990-talet söker lyckan i Wien. För att skaffa pengar ägnar de sig åt homosexuell prostitution på och i närheten av en offentlig toalett. Titeln syftar på längden på den ena huvudpersonens penis, som ger honom framgång bland de äldre män han raggar upp.
Witkowskis senaste bok Wymazane (2017) bär namn efter den fiktiva småstad i östra Polen där handlingen utspelas. Huvudpersonen Damian drömmer om att bli berömd och komma ut i stora världen. Han är intresserad av gamla feta kvinnor och inleder ett förhållande med den lokala affärskvinnan Alexis. Författaren har kallat boken för en förrädisk kärlekshistoria eller en harlequin à rebours med inslag av skräckberättelse. Även här berättas om Polens svåra övergångstid mellan kommunism och kapitalism. Boken var nominerad till Nikepriset 2018.

### Serieantologi
2012 utkom Wielki atlas ciot polskich (Stor atlas över polska fjollor), en antologi där ett trettiotal serietecknare gör egna versioner av Lubiewo.

## Michał Witkowski på svenska
- Lubiewo (Stockholm: Modernista, 2008). Övers Stefan Ingvarsson.
- Margot (Stockholm: Natur och Kultur, 2011). Övers Stefan Ingvarsson och Emi-Simone Zavall.